# Pankratius
Pankratius, född cirka 290 i Frygien, död 12 maj 304 i Rom, var en fornkristen martyr. Han vördas som helgon inom Romersk-katolska kyrkan och ortodoxa kyrkan med festdag den 12 maj.
Pankratius var en kristen yngling som av de romerska myndigheterna uppmanades att avsvärja sig sin tro och offra till de romerska gudarna. Då han vägrade göra detta, och istället ståndaktigt bekände sin tro på Jesus Kristus, avrättades han genom halshuggning vid Via Aurelia. På platsen lät påven Symmachus uppföra en basilika till martyrens minne – San Pancrazio.
Han framställs med svärd och palm. Sankt Pankratius anropas vid huvudvärk och kramper, och mot mened (kallades "menedens hämnare").

### Webbkällor
- ”Sts. Nereus and Achilleus, Domitilla and Pancratius”. Catholic Encyclopedia. New Advent. https://www.newadvent.org/cathen/10751a.htm. Läst 11 maj 2020.
- ”San Pancrazio, martire”. Santi e Beati. http://www.santiebeati.it/dettaglio/27200. Läst 11 maj 2020.